# Alain Ferté
Alain Ferté (Falaise, 8 ottobre 1955) è un pilota automobilistico francese.
Ha un fratello maggiore di nome Michel Ferté, anch'egli pilota professionista.
Ha gareggiato per cinque stagioni (dal 1985 al 1989) nella Formula 3000. Ha vinto il campionato francese di Formula Renault nel 1979 e il campionato francese di Formula 3 nel 1980.

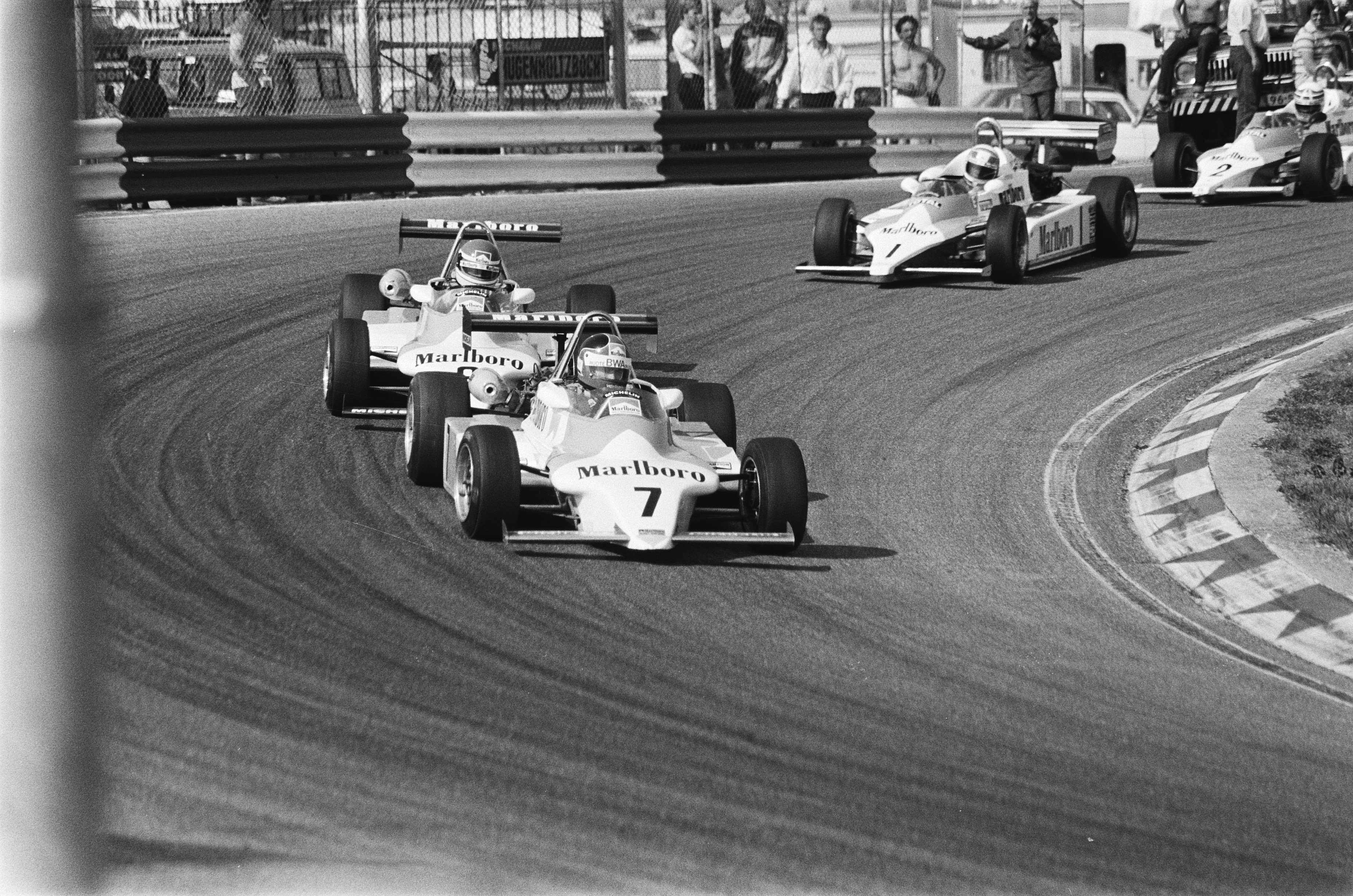
A destra Ferté con la vettura numero uno in una gara di Formula 3 a Zandvoort nel 1982

Ha anche partecipato anche a gare del campionato GT ed endurance, guidando vetture come la Porsche 911 GT1, la SARD MC8R (basata su Toyota MR2) e la Maserati MC12 GT1.

## Palmarès
- Campionato francese di Formula 3 1980
- Campionato francese di Formula Renault 1979